# Tatiana Belinky
Tatiana Belinky (Petrográd, 1919. március 18. – São Paulo, 2013. június 15.) oroszországi zsidó származású brazil író, irodalomkritikus, újságíró és gyermekíró. Több mint 250 gyerekeknek szóló művet írt.
Tízéves korában menekült családjával a Szovjetunióból Dél-Amerikába.